# آب‌سفید (رستم)
آب سفید، روستایی از توابع شهرستان رستم در استان فارس ایران است.

## جمعیت
این روستا در دهستان رستم یک قرار دارد و براساس سرشماری مرکز آمار ایران در سال ۱۳۸۵، جمعیت آن ۳۶ نفر (۷خانوار) بوده‌است.